# HaSchem
HaSchem (hebräisch הַשֵּׁם ‚der Name‘) ist eine im Judentum gängige Bezeichnung für Gott.

## Hintergrund
Um dem dritten Gebot „Du sollst den Namen des HERRN, deines Gottes, nicht missbrauchen“ (Ex 20,7 ) keinesfalls zuwiderzuhandeln, hat es sich im Judentum eingebürgert, den Namen Gottes, יהוה „JHWH“, sowie das im jüdischen Gottesdienst dafür verwendete Adonai nicht auszusprechen. Stattdessen werden Ersatzwörter benutzt, die entweder eine der Eigenschaften Gottes beschreiben („Der Ewige“, „Der Allmächtige“, „Der Barmherzige“, „Der Heilige, gelobt sei er“) oder, z. B. bei Zitaten, einfach angeben, dass an dieser Stelle des Satzes „der Name“ (d. h., der Name Gottes) steht: „HaSchem“.
Wie der eigentliche Name Gottes – in der hebräischen Bibel, dem Tanach, mit den Buchstaben JHWH wiedergegeben – ausgesprochen wird, ist nicht mehr bekannt. Schon zur Zeit des Jerusalemer Tempels galt die Bestimmung, dass er nur einmal im Jahr (am Jom Kippur) vom Hohenpriester im Zusammenhang mit der Zeremonie im Allerheiligsten ausgesprochen werden durfte. Nach der Zerstörung des herodianischen Tempels im Jahr 70 ging das Wissen um die Aussprache des Namens verloren.
Der Name „JHWH“ bzw. יהוה darf bzw. kann nach der jüdischen Überlieferung gar nicht ausgesprochen werden, weil unter jedem Konsonanten (die Vokale werden nicht geschrieben) jeder Vokal steht. Die Bezeichnung Jehova[h], die sich in manchen Kreisen eingebürgert hat, entstand aus der Vokalisation von leʿOlam (לְעֹלָ֔ם „der Ewige“) oder von Adonaj (אֲדוֹנָי „mein Herr“), wie er sich in 2. Mose 3,14.15  offenbart.